# Pierre Yvon
Pierre Yvon (* 13. März 1646 in Montauban, Languedoc; † 1707 in Wieuwerd) war ein französischer Prediger bei den Labadisten.

## Leben
Geboren als Sohn des protestantischen Bankiers Daniel Yvon und seiner Frau Marguérite kam Yvon bereits als Kind in Montauban mit Jean de Labadie in Kontakt und wurde dessen Schüler und Hausgenosse in Genf, Freund und zuletzt 1674 auch Nachfolger in der Gemeindeleitung. Er studierte Theologie und Philosophie und folgte Labadie, als er als Prediger nach Middelburg in Zeeland gerufen worden war. Dort wurde die Gemeinde aber als nicht im calvinistischen Sinn nach der Synode von Dordrecht rechtgläubig 1669 verbannt und musste auswandern. Labadie wollte eine Kirche nach urchristlichem Vorbild und eine mystische Frömmigkeit und versuchte dies in Amsterdam in einer kleinen Gemeinde umzusetzen. Dort schlossen sich Anna Maria van Schurman und andere gebildete höhere Bürgerstöchter der Gemeinde an. Yvon bereiste 1669 den Niederrhein, um in Mülheim a. d. Ruhr, Duisburg, Düsseldorf, Köln und Krefeld für die Gründung von Tochtergemeinden zu werben. Die Äbtissin Elisabeth von der Pfalz gewährte Zuflucht in Herford, wo 1671 Yvon die junge Frau Catherine Martini heiratete, die bereits schwanger von ihm war. Erneut vertrieben, ging es weiter nach Bremen und in das dänische, religionstolerante Altona. 1675 zog die Gemeinde unter Yvons Leitung ins friesische Wieuwerd in das Schloss Waltha, wo seine erste Frau 1684 starb. Danach heiratete er 1695 die Witwe Labadies Lucia (geb. van Aerssen, 1649–1707), der auch das Schloss gehörte. Wegen großen Zuwachses waren 1684 Kolonien in Surinam (mit Lucia) und Maryland errichtet worden, die beide an den widrigen Bedingungen scheiterten. Nach Yvons Tod 1707 bestand die Gemeinde noch gut 20 Jahre weiter. Als 1692 wirtschaftliche Probleme auftraten, wurde bereits die Lebensweise der urchristlichen Gütergemeinschaft aufgegeben. Mit seinem Tod begann die Auflösung der Gemeinschaft. Das Schloss wurde 1729 verkauft.
Yvon trug mit zahlreichen theologischen Schriften zur Lehre der Labadisten bei.

## Schriften (Auswahl)
- La Chose sainte aux Saints: ou De la legitime Participation et Administration de la Sainte Cene („Das Heilige den Heiligen: oder Von der rechtmäßigen Teilnahme und Verwaltung des Heiligen Abendmahls“). Amsterdam 1687 (Digitalisat)